# IDNES.cz

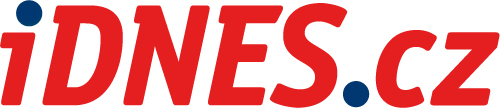
Logo.

iDNES.cz est le portail en langue tchèque du journal tchèque Mladá fronta DNES (également connu sous le nom de MF Dnes ou Dnes en abrégé) qui est géré par le groupe d'édition MAFRA. Le portail est opérationnel depuis le 12 janvier 1998 et est visité par plus de 4 millions de lecteurs par mois. Le contenu est constitué d'articles divisés en 16 sections telles que les nouvelles, la région, les sports et d'autres sections spécialisées. Il a une version mobile m.idnes.cz.